# Nel nome del padre (film 1993)
Nel nome del padre (In the Name of the Father) è un film del 1993 diretto da Jim Sheridan, vincitore dell'Orso d'oro al Festival di Berlino nel 1994. È tratto dal romanzo autobiografico Proved Innocent di Gerry Conlon, uno dei Guildford Four (tre ragazzi nordirlandesi e una ragazza inglese accusati di aver provocato un'esplosione in un pub di Guildford, oltre ad altri reati), interpretato nella pellicola da Daniel Day-Lewis. Il film è stato candidato a ben sette premi Oscar nel 1994, senza però aggiudicarsene alcuno.

## Trama
Nel 1974, in un pub di Guildford ci fu un attentato terroristico, attribuito all'IRA, l'organizzazione clandestina irlandese che lottava per la riunificazione dell'Irlanda del Nord con l'Eire. Con il sostegno di prove debolissime, quando non addirittura inventate, dell'atto criminoso vengono incolpati Gerry Conlon e tre suoi amici, Paul Hill, Paddy Armstrong e Carole Richardson, oltre al padre di Gerry, Giuseppe Conlon, e a un'intera famiglia di parenti di Gerry residenti a Londra, i Maguire (che diverranno noti come i Maguire Seven), accusati di far parte di una rete di supporto ai terroristi. Nonostante le evidenti prove contrarie e la successiva testimonianza di un senzatetto con cui Gerry e Paul stavano parlando nel momento dell'esplosione, padre, figlio e gli amici di quest'ultimo vengono condannati all'ergastolo.
La drammatica esperienza carceraria servirà a padre e figlio per riavvicinarsi. Da un lato Gerry, adolescente ribelle e ladruncolo, dall'altro lato Giuseppe, tutto casa e chiesa che darebbe la vita per i suoi cari. Col tempo, Gerry prometterà al genitore, se mai uscirà di galera, che si prenderà cura della famiglia e riabiliterà il suo nome. Passano così cinque anni, in cui i veri colpevoli dell'attentato al pub (uno di essi sarà rinchiuso nello stesso carcere in cui si trovano Gerry e Giuseppe) rivelano alla polizia l'innocenza dei Conlon, ma questo viene completamente ignorato.
Una combattiva avvocatessa, Gareth Peirce, assume la difesa dei reclusi che l'opinione pubblica, convinta della loro innocenza, ribattezza "I quattro di Guildford".
Nel frattempo però, Giuseppe, già malato da tempo, ha una crisi respiratoria durante il sonno. Portato d'urgenza in ospedale, vi muore un'ora dopo. A questo punto, Gerry, rimasto solo ma con un crescente sostegno dell'opinione pubblica, acquista coscienza e fiducia in sé, come il padre aveva sempre sperato, e aiuta Peirce nelle indagini. Quest'ultima, durante una visita all'archivio della polizia e grazie a un errore, scopre un foglio tra le carte dell'accusa, volutamente mai mostrato alla difesa, contenente le dichiarazioni del senzatetto che scagionano completamente i Conlon.
Al nuovo processo, di fronte alla nuova prova, il giudice deve annullare le condanne, liberando i quattro.
Gerry, uscito dal tribunale dalla porta principale, dichiara che lotterà "nel nome del padre", come aveva promesso, finché il nome di Giuseppe non verrà riabilitato.

## Colonna sonora
1. Bono & Gavin Friday - In The Name Of The Father (5:42)
2. The Jimi Hendrix Experience - Voodoo Child (Slight Return) (5:09)
3. Bono & Gavin Friday - Billy Boola (3:45)
4. The Kinks - Dedicated Follower of Fashion (3:00)
5. Trevor Jones - Interrogation (7:11)
6. Bob Marley & The Wailers - Is This Love (3:51)
7. Trevor Jones - Walking The Circle (4:42)
8. Thin Lizzy - Whiskey In The Jar (5:44)
9. Trevor Jones - Passage Of Time (5:52)
10. Sinéad O'Connor - You Made Me The Thief Of Your Heart (6:21)

## Riconoscimenti
- 1994 - Premio Oscar
  - Candidatura Miglior film a Jim Sheridan
  - Candidatura Migliore regia a Jim Sheridan
  - Candidatura Miglior attore protagonista a Daniel Day-Lewis
  - Candidatura Miglior attore non protagonista a Pete Postlethwaite
  - Candidatura Miglior attrice non protagonista a Emma Thompson
  - Candidatura Migliore sceneggiatura non originale a Terry George e Jim Sheridan
  - Candidatura Miglior montaggio a Gerry Hambling
- 1994 - Golden Globe
  - Candidatura Miglior film drammatico
  - Candidatura Miglior attore in un film drammatico a Daniel Day-Lewis
  - Candidatura Miglior attrice non protagonista a Emma Thompson
  - Candidatura Miglior canzone ((You Made Me the) Thief of Your Heart) a Bono, Gavin Friday e Maurice Seezer
- 1994 - Premio BAFTA
  - Candidatura Miglior attore protagonista a Daniel Day-Lewis
  - Candidatura Migliore sceneggiatura non originale a Terry George e Jim Sheridan
- 1994 - Festival di Berlino
  - Orso d'oro a Jim Sheridan
- 1994 - Kansas City Film Critics Circle Award
  - Miglior attrice non protagonista a Emma Thompson
- 1993 - Boston Society of Film Critics Award
  - Miglior attore protagonista a Daniel Day-Lewis
- 1994 - David di Donatello
  - Miglior film straniero a Jim Sheridan
  - Candidatura Miglior attore straniero a Daniel Day-Lewis
- 1993 - Los Angeles Film Critics Association Award
  - Miglior attore protagonista a Daniel Day-Lewis

## Citazioni e riferimenti
- Nel film c'è un ringraziamento speciale a Marlon Brando, Al Pacino e Francis Ford Coppola per le scene del film Il padrino che appaiono per qualche secondo durante una proiezione.

## Curiosità
- Nei titoli di coda e anche nella traduzione, viene riportato erroneamente il nome di Guiseppe Conlon invece di Giuseppe Conlon (in realtà non è un "errore" in quanto il nome figura anche negli atti notarili ripresi nel film).